# Mooncake
Mooncake es una banda de música rusa instrumental y atmosférica de post-rock originaria de Moscú.
Integrada y compuesta desde sus inicios por Pavel Smirnov (guitarra eléctrica), Anton Marchenko (guitarra acústica y bajo), Nikolay Bulanov (violoncelo y teclado) y Anton Strotz (batería), es una de las máximas exponentes del género post-rock. En 2015, Marchenko abandona al grupo.

## Historia
Fundada en julio de 2006, Mooncake nace de la idea de abrir un mundo dentro de la cosmología, el espacio y lo caleidoscópico. En Moscú ha interpretado su música en varios clubes y festivales, la banda ha tenido también apariciones a lo largo de Ucrania y Rusia.

## Recepción
Considerada como una de las mejores bandas del género post-rock en Rusia, Mooncake ha venido siempre conservando su propio estilo musical y artístico llevando así temas atmosféricos en un ambiente melódico. De igual forma, los críticos han alabado su trabajo ganándose la popularidad y el éxito hasta la fecha.
Ya que su primer álbum, Lagrange Points, fue enormemente recibida por el público en general así como de la crítica profesional. Mismo que obtuvo seis sencillos (Nine Billion Names... (to A. Clarke), Message from Arecibo, Rain in the Ashtray, 444, Novorossiysk 1968 y Mandarin).

## Discografía

### EP
- More Oxygen, I Said... (2007)
- Cast the Route (2009)
- Zaris (2010)
- Zaris/Cast the Route (2011)
- Acoustic (2012)

### LP
- Lagrange Points (2008)
- Zaris (2013)

### Sencillos
- More Oxygen, I Said... (2007)
- Mooncake (2007)
- Nine Billion Names... (to A. Clarke) (2008)
- Message from Arecibo (2008)
- Rain in the Ashtray (2008)
- 444 (2008)
- Novorossiysk 1968 (2008)
- Mandarin (2008)
- Cast the Route (2009)
- Turquoise (2011)
- Zaris (2013)
- Flying High (2016)

### DVD
- Acoustic (2012)

### Compilaciones y remixes
- Black Moon Empire (2011)
- Baltic Remixes (2011)
- Acoustic (2012)

### Demos
- Demo Sessions (2006 — 2007)